# Cmentarz żydowski w Radziłowie
Cmentarz żydowski w Radziłowie – kirkut społeczności żydowskiej zamieszkującej niegdyś Radziłów. 

## Historia
Powstał w XIX wieku. Miał powierzchnię 0,56 ha. Został zniszczony w czasie II wojny światowej. Macewy wykorzystywano jako materiał budowlany oraz tarcze szlifierskie i osełki. W okresie powojennym teren cmentarza służył za wysypisko śmieci i kopalnię piasku. Obecnie brak na nim jakichkolwiek nagrobków.
Prawdopodobnie zostało na nim pochowanych kilkaset ofiar pogromu z lipca 1941. Cmentarz został w 1991 roku wpisany do rejestru zabytków pod nr A-445.